# Boulevard du Temple (foto)

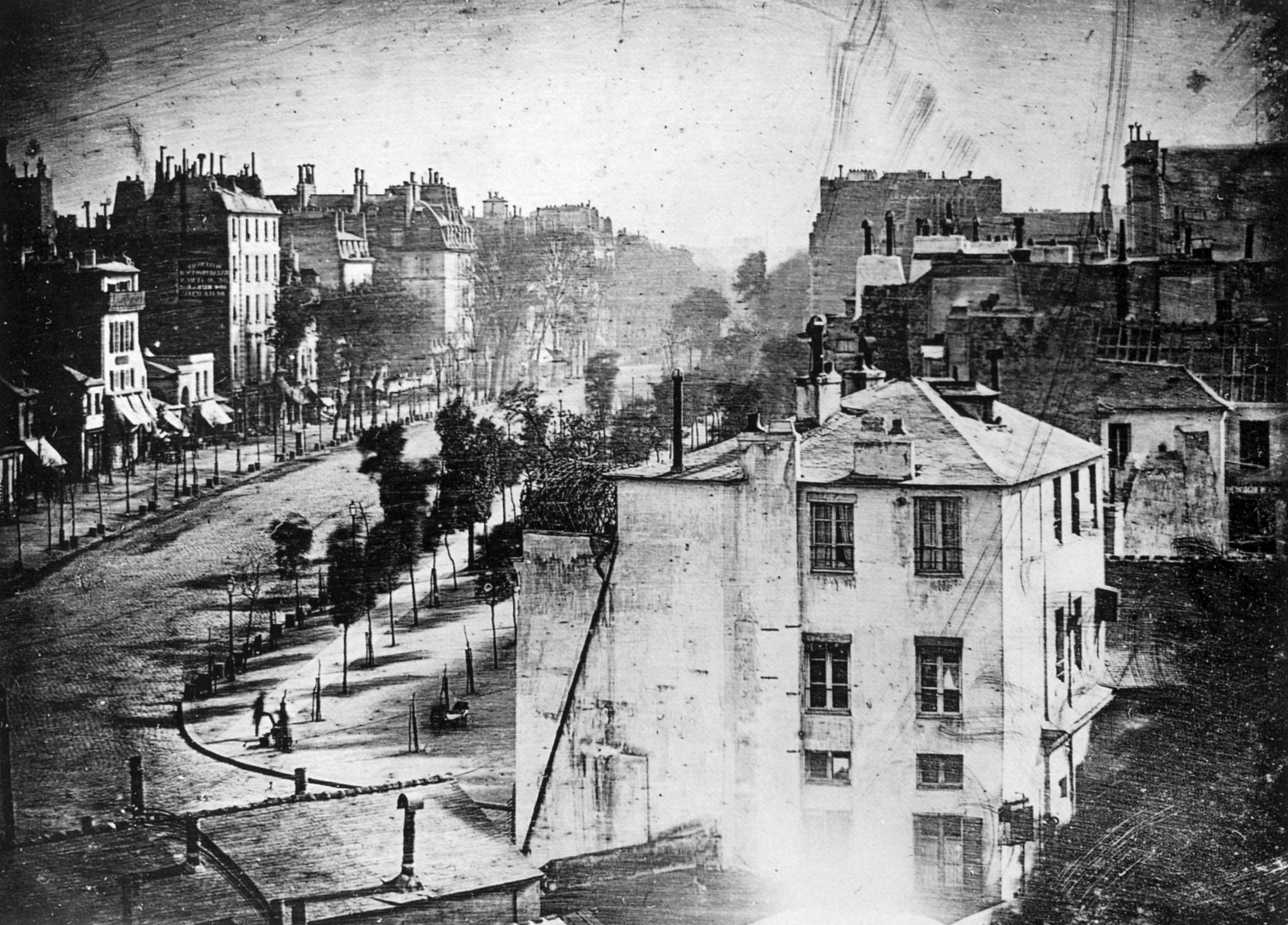
Imagem tirada às 8 da manhã

A fotografia do Boulevard du Temple de 1838 (ou possivelmente 1839) é uma das primeiras placas daguerrotípicas produzidas por Louis Daguerre. Embora a imagem pareça ser de uma rua deserta, é amplamente considerada a primeira fotografia a incluir a imagem de um humano.
A fotografia mais antiga conhecida, a visão heliográfica da janela em Le Gras, havia sido produzida cerca de dez anos antes usando uma técnica que exigia um tempo de exposição de cerca de oito horas, o que significava que apenas objetos estáticos podiam ser registrados. No entanto, em 1838, Daguerre desenvolveu seu próprio método pelo qual a exposição foi reduzida para apenas sete minutos ou mais.
Isso foi em uma época antes da Place de la République ter sido construída e o lugar é onde agora a Rue du Faubourg du Temple  junta-se à Place de la République. A placa é de cerca de 13 por 16 centímetros. O Boulevard du Temple estaria ocupado com o tráfego de pessoas e cavalos, mas como seria necessário um tempo de exposição de aproximadamente dez minutos, as únicas pessoas registradas foram duas paradas - um engraxate e seu cliente na esquina da rua mostrado no canto inferior esquerdo da placa.

## Publicação e exposição
Daguerre anunciou publicamente sua invenção para a Academia francesa de ciências em janeiro de 1839, mas em março de 1839 um incêndio em seu estúdio destruiu quase todos os seus daguerrotipos deixando apenas cerca de 25 que podem ser definitivamente atribuídos a ele.
Em outubro de 1839, como um esforço publicitário, ele presenteou o rei Ludwig I da Baviera com um trítych emoldurado de sua obra em que esta fotografia era a imagem da mão direita. Esta imagem foi rotulada como tendo sido tirada em huit heures du matin e uma placa muito semelhante foi montada no painel esquerdo marcado como midi. As imagens foram tiradas no mesmo dia, seja em 1838 ou 1839, juntamente com uma terceira placa que foi perdida desde então. O tríceco foi colocado em exposição na Associação de Artes de Munique, onde imediatamente chamaram a atenção com o Leipzig Pfennig-Magazin dizendo da imagem das 8:00 da manhã que parecia haver um homem tendo suas botas polidas que deve ter ficado extremamente parado.
As imagens foram armazenadas no palácio real e mais tarde nos arquivos do Bayerisches Nationalmuseum, onde gradualmente se deterioraram até que em 1936 ou 1937 o historiador americano da fotografia Beaumont Newhall as redescobriu e fez reproduções para exibição em Nova York. Em 1949 publicou-os em seu livro A História da Fotografia de 1839 até os dias atuais. Durante a Segunda Guerra Mundial, os daguerrotipos originais foram mantidos em condições precárias até que, em 1970, foram colocados em empréstimo com o Stadtmuseum de Munique. A restauração foi tentada, mas com resultados desastrosos. Desde então, fac-símiles daguerreótipo foram produzidos a partir das cópias de Newhall.

## Análise
Várias pessoas examinaram a imagem para ver se há vestígios de qualquer outra atividade. Pode haver imagens fracas de outras pessoas e possivelmente de uma criança olhando pela janela, e um cavalo.
Como em todas as placas de Daguerre, a imagem é de imagem espelhada. Tendo isso em mente, a localização e o ângulo da câmera foram analisados. Pode ter havido fotografias de pessoas antes de 1838. Hipólita Bayard alegou ter tirado autorretratos fotográficos em 1837, mas estes não sobreviveram. Há outros daguerrotipos, tanto retratos quanto possivelmente de Daguerre, que também podem datar de 1837. O autorretrato do americano Robert Cornelius foi tirado em 1839.